# António Costa Pinheiro
António Costa Pinheiro (Moura, 6 de junho de 1932 — Munique, Alemanha, 9 de outubro de 2015) foi um artista plástico / pintor português.
O percurso de Costa Pinheiro dividiu-se entre Portugal e a Alemanha, onde a sua obra obteve reconhecimento, tendo sido um "pioneiro discreto de várias tendências da arte contemporânea". Com uma obra diversificada, desenvolveu, a par da pintura, práticas consonantes com as tendências conceptuais da década de 1970.

## Biografia / Obra
Fixou-se em Lisboa, com os pais, aos 10 anos de idade. Frequentou a Escola de Artes Decorativas António Arroio, Lisboa, e a Academia de Belas Artes de Munique. Expôs individualmente pela primeira vez em 1956, na Galeria Pórtico, Lisboa. No ano seguinte partiu para Munique, onde expôs, com René Bertholo e Lourdes Castro, na Galeria 17 e na Internationales Haus. Em 1958, juntamente com René Bertholo, Lourdes Castro, João Vieira, José Escada, Gonçalo Duarte, Jan Voss e Christo, fundou o grupo KWY.
Em 1960 recebeu uma bolsa da Fundação Calouste Gulbenkian e fixou-se em Paris. Nesse mesmo ano participou na exposição do grupo KWY na Sociedade Nacional de Belas Artes, Lisboa – exposição "que marca o início dos anos 60"  na arte portuguesa. Regressou a Lisboa em 1961, ficando dois anos em prisão política, após o que regressou a Munique (1963). Em 1965 e 1966 expôs individualmente na Galeria Leonhart, Munique. No ano seguinte recebeu o prémio de Pintura (Förderpreis) da Cidade de Munique e expôs na Galeria Buchholz, Lisboa.

Fernando Pessoa - Heterónimo, 1978, óleo sobre tela, 150 x 200 cm

As pinturas gestuais típicas do início da sua permanência em Paris evoluem, ao longo da primeira metade da década de 1960, para obras onde as figuras, pequenas e esparsas, dialogam com fundos indefinidos, "afirmando-se em estruturas geométricas ou identificadoras de personagens, [...] geralmente homens e touros", que revelam "a memória invuluntária do emigrante português, nascido perto da fronteira com Espanha. O artista assume então o imaginário que consigo transporta e, em 1966, realiza uma série de retratos imaginários dos Reis de Portugal [...] segundo a recriação, lírica ou irónica, das lendas populares"; essas figuras ocupam lugar centralizado nas obras e apresentam a "rigidez característica da estatuária oficial", regendo-se por traçados inspirados nos jogos de cartas tradicionais.
Em 1969, depois das suas últimas exposições individuais, afasta-se da pintura, aproximando-se das práticas concetuais em projetos onde "simula brinquedos populares de madeiras coloridas com vivacidade", que integra em "irónicos contextos de ficção científica", como em Citymobil, " projeto imaginário em que a cidade é permanentemente transformada pelos seus habitantes".
Na Alemanha, onde então residia, Costa Pinheiro "haveria de encontrar […] um reconhecimento e uma atenção assinaláveis. A obra que realizou pôde […] aspirar a uma ambição plástica e mesmo teórica – que o artista explicitou numa série de obras de teor concetual – que na arte portuguesa e nos seus contextos de então, […] jamais teria tido qualquer espécie de eco".
Retoma a pintura em 1976 com dois ciclos emblemáticos: La Fenêtre dans ma tête e Fernando Pessoa, onde utiliza dispositivos herdados das incursões concetuais; nesta última série realiza um levantamento imaginário "dos objetos e espaço próprios do Pessoa mítico: chapéu, óculos, caneta, gaivotas do Tejo, Lisboa...".
Ao longo das décadas de 1970, 80 e 90 expõe inúmeras vezes em Portugal e no estrangeiro (sobretudo em Munique), nomeadamente na Galeria Kunst + Kommunikation, Munique (1992, 1993, 1996-1997), no Centro de Arte Moderna da Fundação Calouste Gulbenkian, Lisboa (1989), e na Casa de Serralves, Porto (1990). Em 2001 recebe o Grande Prémio Amadeo de Souza-Cardoso, Amarante.
"A obra de António Costa Pinheiro desenvolveu-se, ao longo de quase cinco décadas, como uma das mais corajosas, coerentes e lúcidas da segunda metade do século artístico e cultural português", entrando em diálogo "com a restante arte sua contemporânea no plano europeu, tornando-se internacional pela escala do desafio formal e concetual que soube integrar".

## Painéis de azulejos, Estação Alameda, 1997

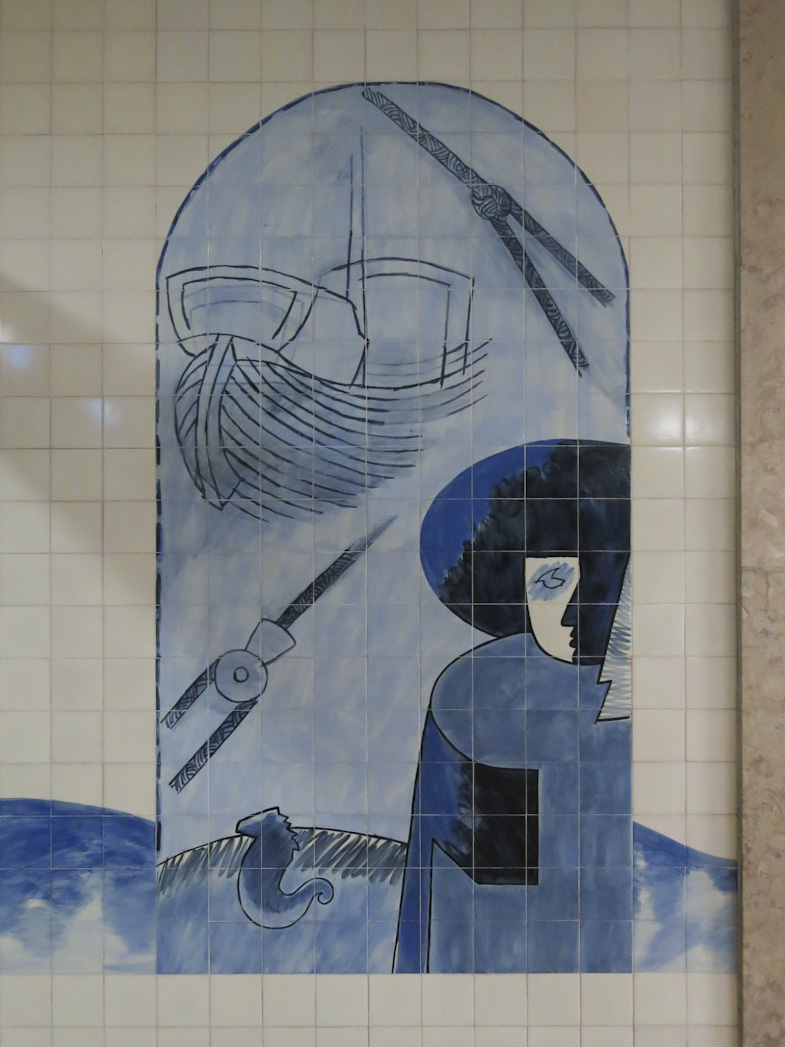
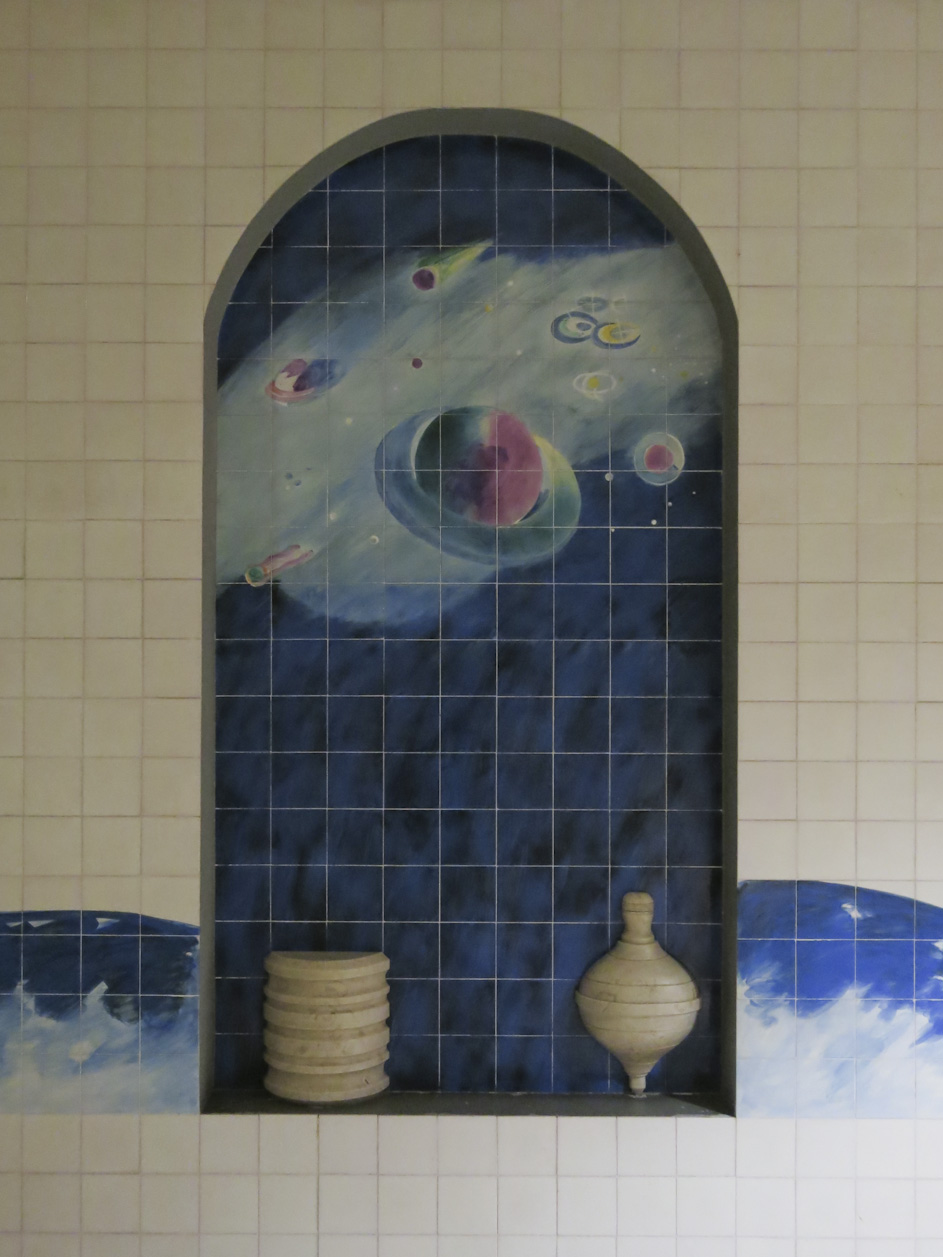
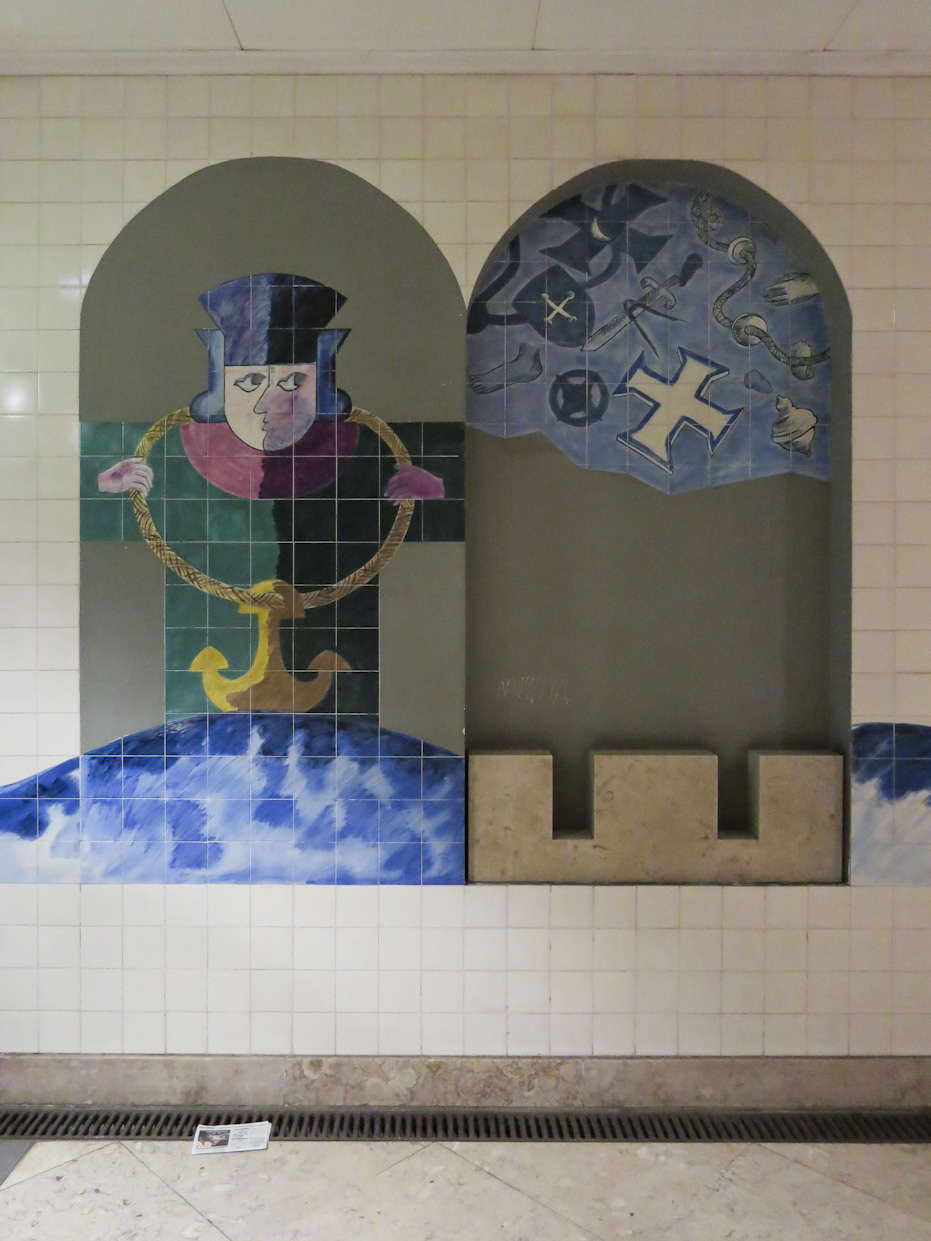
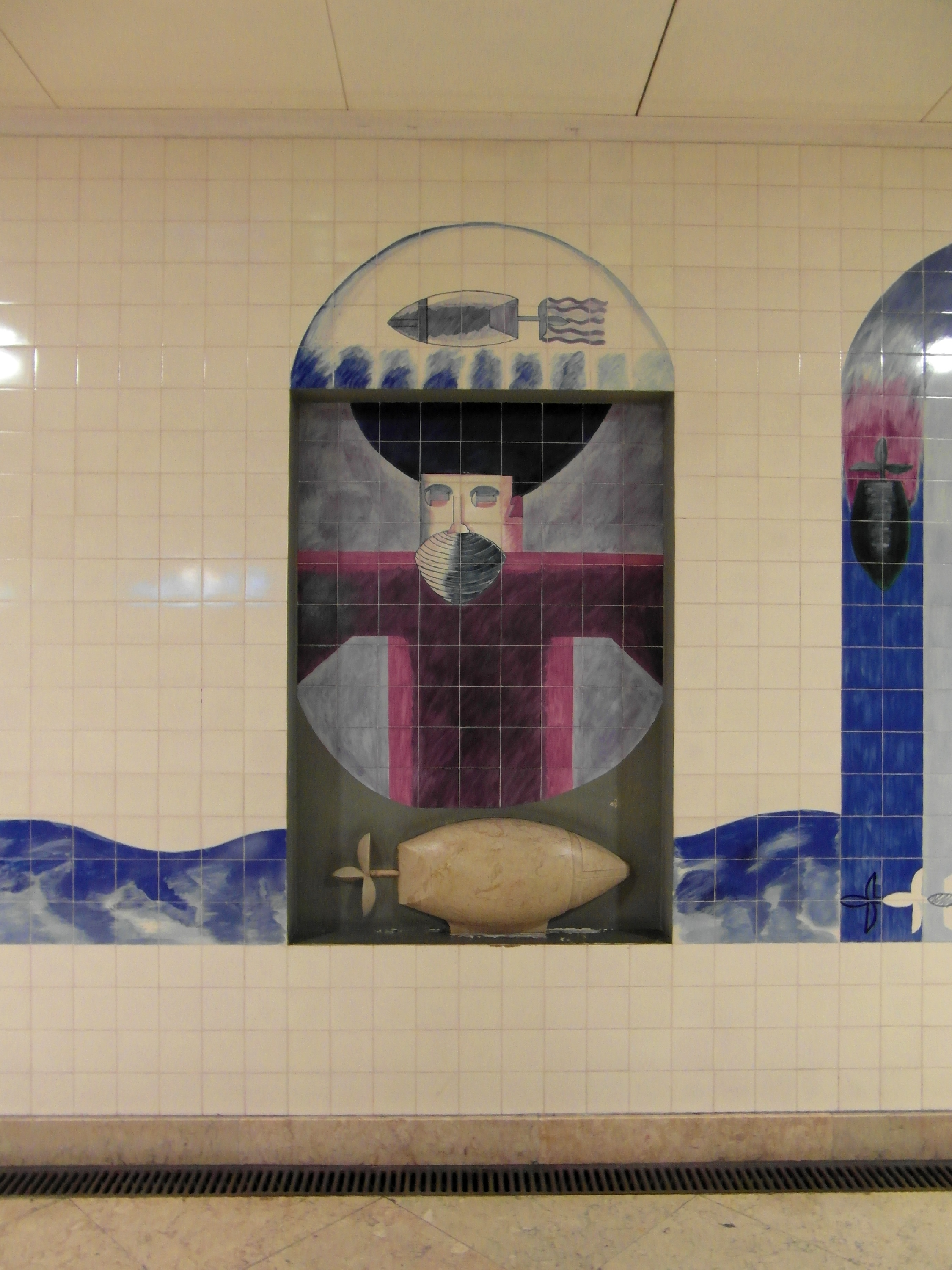
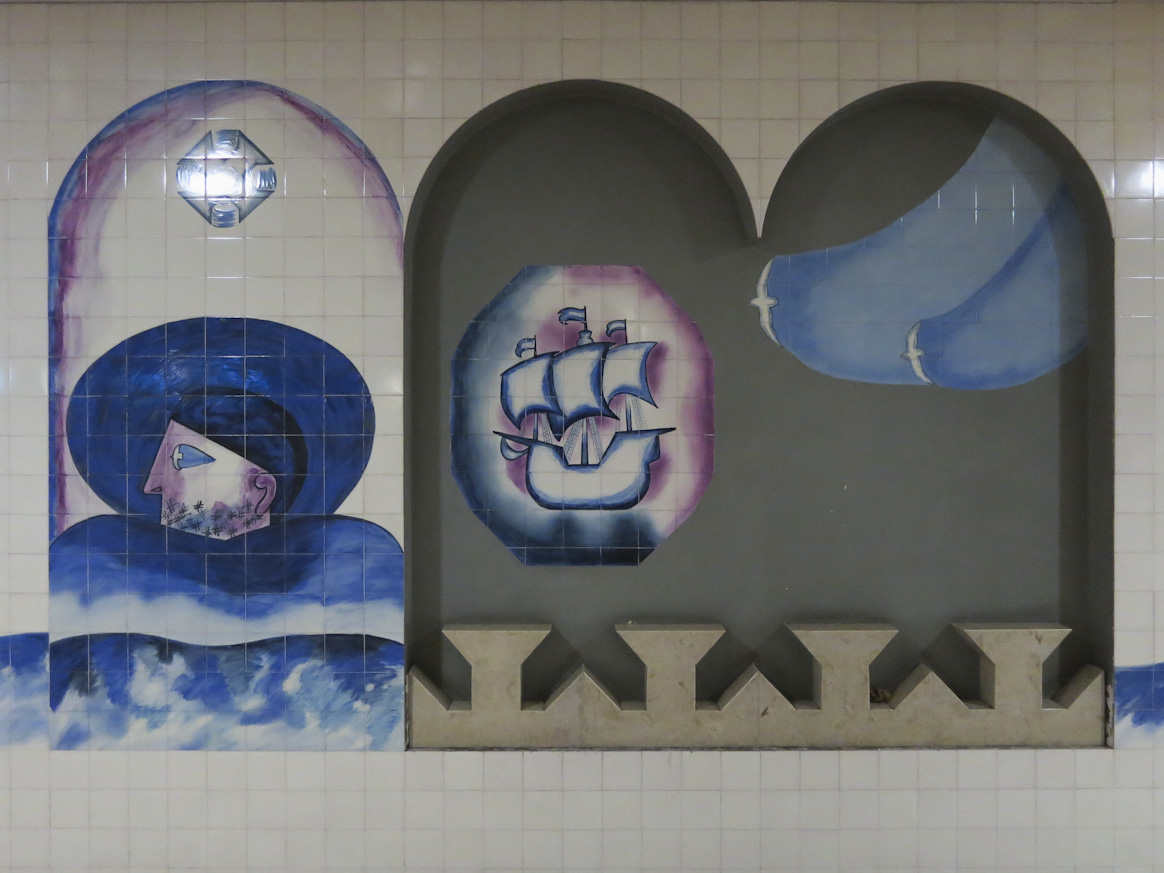
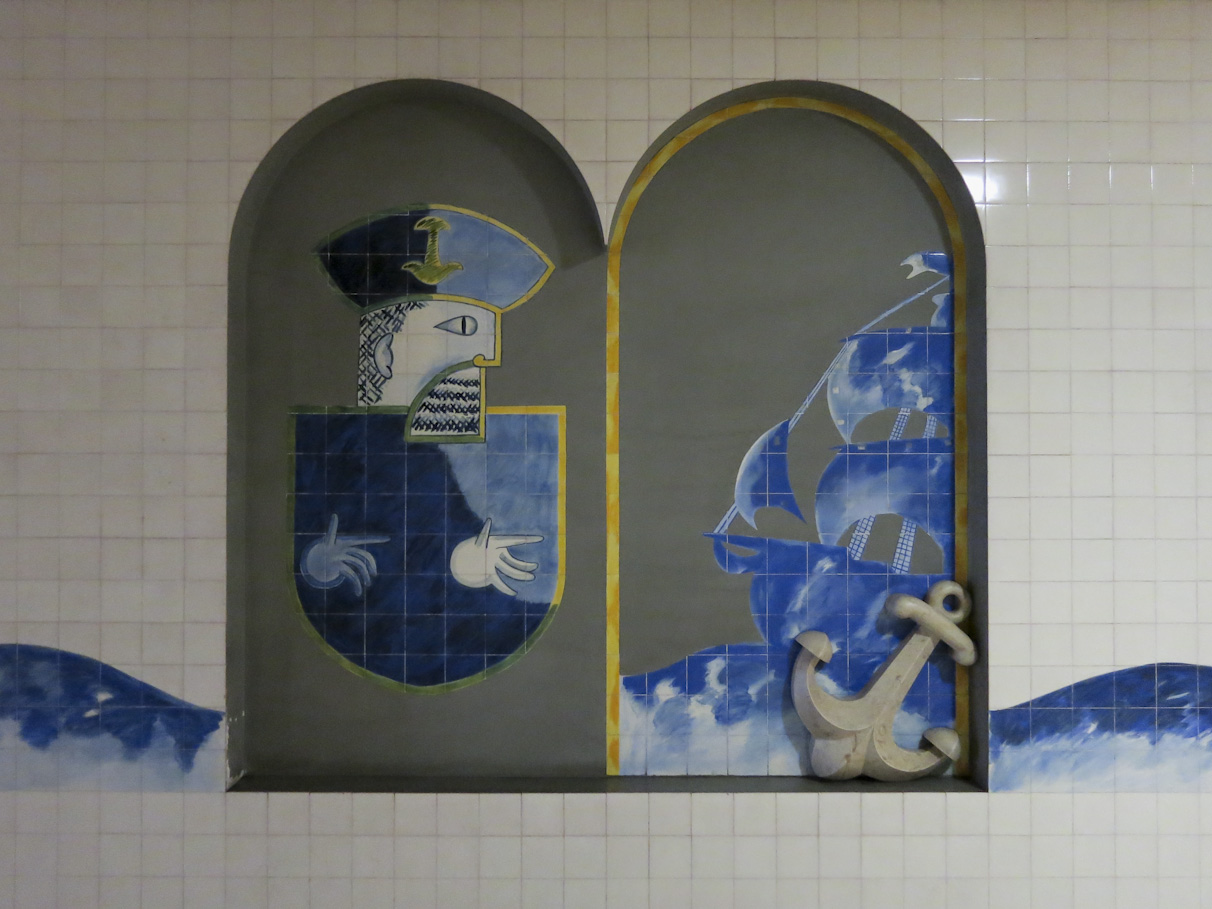